# H2S-systeem
Het H2S-systeem is een in het eind van de 19e en begin van de 20e eeuw ontwikkelde systematische analyse om vast te stellen welke metaal-ionen zich in een onbekende stof bevinden.  Tegenwoordig wordt het systeem niet meer toegepast vanwege de giftigheid van het gebruikte waterstofsulfide.

## Achtergrond
In een tijd dat het niet mogelijk was met zeer kleine hoeveelheden te werken was het noodzakelijk met zo zuiver mogelijke monsters te werken. De aanwezigheid van meerdere elementen in een te bestuderen monster kon zeer storend zijn bij de interpretatie van de gegevens. Het H2S-systeem bood de mogelijkheid om systematisch vast te stallen welke metaalzouten in het monster aanwezig waren.

## Basisprincipe
Op grond van de oplosbaarheid van vooral de sulfiden van de metalen wordt een eerste grove indeling gemaakt in groepen van 3 tot 5 metaalzouten. Het sulfide-ion wordt vaak in de oplossing gebracht door waterstofsulfide, H2S - vandaar de naam van het systeem, door de oplossing te borrelen. Omdat de oplosbaarheid van de sulfiden voor een deel pH afhankelijk is wordt gebruikgemaakt van buffers om de groepsindeling te realiseren.

## Uitwerking
Er wordt uitgegaan van een oplossing van de te onderzoeken verbinding. Als de verbinding niet oplosbaar is in water wordt geprobeerd of (verdund) salpeterzuur, (verdund) zoutzuur, of koningswater (een mengsel van beide), in staat is de stof op te lossen.
- Voeg zoutzuur toe. Een neerslag wijst op Ag+, Hg+ of Pb2+
- Leid H2S door de zoutzure oplossing. Een gekleurde neerslag wijst op As5+, Sn4+, Sb5+, Hg2+, Pb2+ (Lood(II)chloride is matig oplosbaar, dus kan in de vorige stap onopgemerkt zijn gebleven), Bi3+, Cu2+ of Cd2+. Met behulp van ammoniumsulfide kan onderscheid gemaakt worden tussen de eerste drie en de rest van de elementen in deze groep.
- De oplossing waarin H2S geen neerslag gaf wordt behandeld met ammoniumchloride, ammonia en ammoniumsulfide. Een neerslag wijst op Co2+, Ni2+, Fe2+, Mn2+, Cr3+, Al3+ of Zn2+.
- Is geen neerslag gevormd, dan wordt de oplossing gekookt met ammoniumcarbonaat. Een neerslag wijst op Ba2+, Ca2+ of Sr2+.
- Is nog steeds geen neerslag gevormd dan wordt de oplossing met ammoniumchloride en dinatriumwaterstoffosfaat behandeld. Een neerslag wijst op Mg2+.
- Hebben alle vorige stappen geen neerslag opgeleverd, dan wijst dit op K+, Na+ of NH4+.

Nadat bepaald is in welke groep het monster thuishoort, dienen specifieke herkenningsreacties gebruikt te worden om vast te stellen  welk metaalzout aanwezig is.